# Ein starkes Team: Das Bombenspiel
Das Bombenspiel ist ein deutscher Fernsehfilm von Michael Steinke aus dem Jahr 1998. Es handelt sich um die neunte Folge der Krimireihe Ein starkes Team mit Maja Maranow und Florian Martens in den Hauptrollen.

## Handlung
Die Berliner Kriminalhauptkommissare Verena Berthold und Otto Garber werden vom Bundeskriminalamt um Unterstützung in einem Fall von wiederholten Bombenanschlägen gegen den hiesigen Chemiekonzern Xeno AG, der auf Produkte zur Steigerung der landwirtschaftlichen Erträge spezialisiert ist, gebeten. Die Bombenleger fordern den sofortigen Baustopp eines geplanten Genforschungszentrums. Unter Pressesperre seitens des BKA ermitteln Berthold und Garber in dem Fall. Dabei stößt Verena Berthold auf Anna Ansorge, eine enge Jugendfreundin und ehemalige Mitbewohnerin. Anna ist Dozentin am Institut für Chemie, wo auch bombentaugliche Chemikalien gelagert werden, und sie selbst war früher Umweltaktivistin. Ansorges Mann Götz sitzt im Vorstand der Xeno AG, wo er als letztes Mitglied eine konservative Strategie vertritt, die auf traditionelle Düngemittel setzt. Gegen die Stimmen seiner Vorstandskollegen hat er damit keine Chance. Die planen eine komplette Neuausrichtung auf Gentechnik und halten Ansorge für einen verschrobenen Ewiggestrigen. Seit einem Autounfall, bei dem Anna am Steuer saß, ist Ansorge auch noch auf einen Rollstuhl angewiesen. Das alles hat ihn sehr verbittert, was auch ihre Ehe belastet. Anna hat schon seit einiger Zeit ein Verhältnis mit Jan Göllner, einem ihrer Studenten. Sie ahnt nicht, dass ausgerechnet Jan einer der Bombenleger ist. Er beschafft heimlich die Chemikalien aus dem Institut und sein guter Kumpel Florian Klenk, ein Elektronikspezialist, baut dazu die per Handy ferngesteuerten Zünder. Zwischenzeitlich gibt es ein weiteres Attentat, diesmal auf ein Berliner Kraftwerk, das Teile der Stadt in Dunkelheit versetzt. Durch Recherchen über bekannte radikale Umweltschützer mit Elektronik-Kenntnissen wird das SEK schließlich auf Klenk aufmerksam. Bei der Razzia in seiner Wohnung können sie nach einer aufregenden Jagd über die Dächer aber nur Klenks Untermieter Voss festnehmen, der mit illegalen Kopien von Computerspielen handelt. Klenk hat neben seiner Studentenbude auch noch einen Wohnwagen, der auf einer Industriebrache an der Spree abgestellt ist. Als das SEK dort eintrifft, finden sie die gesuchte Bombenwerkstatt und die beiden Täter. Klenk und Göllner sind aber tot, offensichtlich von einem Unbekannten ermordet. Auf dem Gelände finden sich Reifenabdrücke eines großen Geländewagens. Das bringt Verena und Otto auf die Spur des Drahtziehers im Hintergrund. Genau so einen Wagen fährt nämlich Götz Ansorge, der die Attentate finanziert und gesteuert hat, um die Neuausrichtung des Konzerns zu verhindern. Mit seiner Verhaftung können sie in letzter Minute ein Ehedrama verhindern.
Sputnik betreibt in dieser Episode wieder die Kneipe "Mila Eck" in der Schönhauser Allee. Otto kauft Verena als Geburtstagsgeschenk eine Landschildkröte. In der letzten Szene stellt sich heraus, dass die Schildkröte schwanger war und jetzt reichlich Nachwuchs hat. Das wäre eine wissenschaftliche Sensation für ein Tier, das sich durch Eiablage vermehrt.

## Drehorte (Auswahl)
- Die Zentrale der Xeno AG war in der Otto-Suhr-Allee 30–34 im obersten Stockwerk
- Auf der Grossbaustelle wurde kein Gentechnikzentrum, sondern die Messehalle 5 des Messegeländes gebaut
- Die Verfolgung auf den Dächern wurde in der Frankfurter Allee 13 gefilmt
- Klenk’s Wohnwagen stand auf dem brachliegenden Gelände zwischen Treskowbrücke und Kaisersteg (Standort)
- Der Anschlag auf das Kraftwerk wurde im Heizkraftwerk Marzahn gefilmt.
- Otto kaufte die Schildkröte in einer Tierhandlung in der Kantstraße 107[1]

## Hintergrund
Der Film wurde in Berlin und Umgebung gedreht und am 30. Oktober 1998 um 20:15 Uhr im ZDF erstausgestrahlt.

## Kritik
Für die Kritiker der Fernsehzeitschrift TV Spielfilm war Das Bombenspiel ein „Explosiver Krimi mit spannendem Finale“ und werteten den Film mit dem Daumen nach oben.